# Gimnazjum Białoruskie w Radoszkowiczach
Gimnazjum Białoruskie w Radoszkowiczach imienia Franciszka Skaryny, biał. Радашковіцкая беларуская гімназія імя Ф. Скарыны – białoruskojęzyczna szkoła średnia istniejąca w latach 1922–1929 w Radoszkowiczach na terenie II Rzeczypospolitej.
Opiekunem szkoły był Aleksander Własow. W latach 1922–1923 nauczał tu m.in. Makar Kraucou.